# Sibapipunga
Sibapipunga is een kevergeslacht uit de familie van de boktorren (Cerambycidae). De wetenschappelijke naam van het geslacht werd voor het eerst geldig gepubliceerd in 1993 door Martins & Galileo.

## Soorten
Sibapipunga is monotypisch en omvat slechts de volgende soort:
- Sibapipunga beckeri (Martins & Galileo, 1992)